# Johan Thomasson
Pavia Johan Karl Thomasson (* 1. Januar 1892 in Qassersuaq; † 1955) war ein grönländischer Landesrat.

## Leben
Johan Thomasson war der uneheliche Sohn des isländischen Böttchers Ólafur Thomasson (1856–1893) und der Grönländerin Benigne Frederikke Pauline Petersen (1862–1892). Beide Eltern waren verstorben, noch bevor Johan zwei Jahre alt war. Er heiratete am 15. Juni 1913 Uthelie Magdalene Elisabeth Løvstrøm (1894–?), Tochter des Katecheten Johan Peter Gabriel Løvstrøm (1853–1918) und seiner Frau Pernille Christine Bolette Benedicte Barsellaisen (1853–1921).
Der in Tussaaq lebende Jäger Johan Thomasson saß von 1945 bis 1950 eine Periode in Grønlands Landsråd.